# Cruz Vidriada, Tenancingo
Cruz Vidriada är en ort i Mexiko.   Den ligger i kommunen Tenancingo och delstaten Mexiko, i den sydöstra delen av landet, 70 km sydväst om huvudstaden Mexico City. Cruz Vidriada ligger 2 064 meter över havet och antalet invånare är 441.
Terrängen runt Cruz Vidriada är lite bergig. Runt Cruz Vidriada är det ganska tätbefolkat, med 120 invånare per kvadratkilometer. Närmaste större samhälle är Tenango de Arista, 17,2 km norr om Cruz Vidriada. I omgivningarna runt Cruz Vidriada växer huvudsakligen savannskog.